# 山田大悟
山田 大悟（やまだ だいご、1998年4月11日 - ）は、日本の男子プロバレーボール選手である。

## 来歴
静岡県河津町出身。12歳の頃、家族の影響を受けてバレーボールを始める。
稲取高等学校を経て駒澤大学に進学。2019年、茨城国体に静岡選抜として出場しチームの優勝に貢献。本来のポジションはミドルブロッカーだが、大学4年時はオポジットとしてプレーした。
2021年4月、V.LEAGUE DIVISION1(V1)に所属するFC東京に入団した。
2022年6月、FC東京のチーム譲渡により誕生した東京グレートベアーズに全体移籍。2022年8月、AVCカップのメンバーとして日本代表に初選出された。試合にも出場し、チームは準優勝を果たした。

## 所属チーム
- 稲取高等学校（2014-2017年）
- 駒澤大学 （2017-2021年）
- FC東京（2021-2022年）
- 東京グレートベアーズ（2022年-）

## 球歴
- 日本代表 - 2022年-
  - AVCカップ - 2022年